# SG Dynamo Potsdam

Logo der Rudersektion

Die Sportgemeinschaft Dynamo Potsdam war ein Sportverein der Sportvereinigung Dynamo in Potsdam von spätestens 1968 bis 1990. 

## Geschichte
In Potsdam gab es vorher mehrere größere kurzlebige Sportvereine.  
- SV Deutsche Volkspolizei Potsdam/SG Dynamo Potsdam, 1948–1954, dann zu Dynamo Berlin, mit Leichtathletik und Fußball
- SC Potsdam, 1961–1969, mit Fußball, Kanu, Leichtathletik
- ASK Vorwärts Potsdam

Die SG Dynamo Potsdam wurde wahrscheinlich 1968 gegründet. 
Die erfolgreichste Sektion war Rudern mit einem Leistungszentrum und einigen olympischen Medaillen. Weitere Sportarten waren Rugby Union (Pokalsieger 1975), Badminton (1968–1972, dann zu BC Potsdam), Schach und Leichtathletik.
1990 wurde die SG Dynamo Potsdam aufgelöst.
Direkter Nachfolgeverein war der Polizeisportverein Potsdam (PSV). Die Ruderer wechselten in die Potsdamer Ruder-Gesellschaft. Die Sektion Rugby wechselte in den Universitätssportverein Potsdam. 

## Rudern

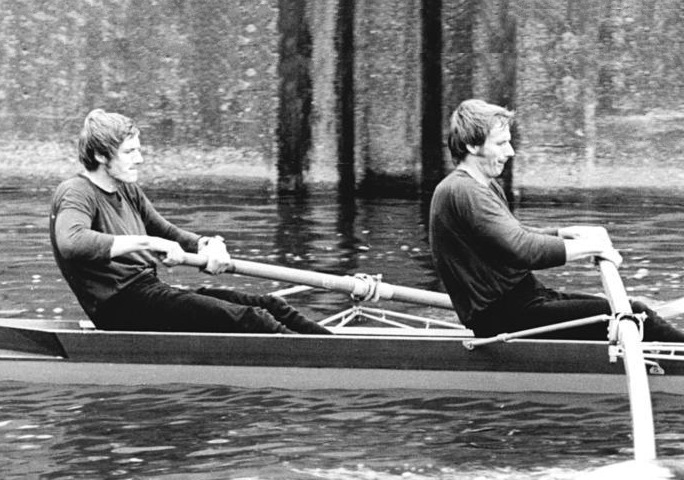
Doppelolympiasieger Jörg und Bernd Landvoigt

Die Sektion Rudern war die erfolgreichste der SG Dynamo Potsdam. Sie war ein Leistungssportzentrum in der DDR.
Olympische Medaillengewinner
- Bei den Olympischen Sommerspielen 1972 in München gewannen Bernd Landvoigt, Heinrich Mederow, Jörg Landvoigt und Hans-Joachim Borzym im Achter die Bronzemedaille.
- In Montreal bei den Olympischen Sommerspielen 1976 gewannen im Zweier ohne Steuermann die Brüder Jörg Landvoigt und Bernd Landvoigt, im Doppelvierer Karl-Heinz Bußert, im Doppelvierer mit Steuerfrau Jutta Lau, Roswietha Reichel und Liane Weigelt und im Achter Christiane Knetsch und Viola Goretzki jeweils die Goldmedaille, womit die SG Dynamo einer der erfolgreichsten Ruderclubs war.
- Olympiasieger bei den Olympischen Sommerspielen 1980 in Moskau wurden im Zweier wiederum die Brüder Jörg Landvoigt und Bernd Landvoigt, im Achter Bernd Krauß, Jörg Friedrich und Klaus-Dieter Ludwig, im Doppelvierer mit Steuerfrau Jutta Lau, Roswietha Reichel und Liane Buhr und im Achter Christiane Knetsch und Birgit Schütz. Die Bronzemedaille gewann Martina Schröter im Einer.
- Bei den Olympischen Sommerspielen 1988 im südkoreanischen Seoul gewannen im Vierer mit Steuermann  Frank Klawonn, Bernd Eichwurzel, Bernd Niesecke, Karsten Schmeling und Hendrik Reiher, im Doppelzweier Birgit Peter und  Martina Schröter, im Doppelvierer Beate Schramm und Jana Sorgers und im Achter Ute Wild und Daniela Neunast Gold. Silbermedaillen gingen an den Zweier mit Steuermann mit Mario Streit, Detlef Kirchhoff und René Rensch und eine Bronzemedaille an Jens Köppen im Doppelvierer.

## Rugby
1968 wechselte die Rugbyabteilung an der damaligen Pädagogischen Hochschule Potsdam (1963 gegründet) zur SG Dynamo Potsdam.
Sie spielte danach erfolgreich in der Oberliga und  wurde sechsmal Vizemeister (1971, 1976, 1983, 1984, 1986 und 1987) und zweimal Dritter (1978 und 1979). Jedoch gelang es den Potsdamern nie, die Meisterschaft für sich zu entscheiden. 
Größter Erfolg war der Pokalsieg im Jahr 1975. Im Finale am 22. Juni in Berlin schlug man die BSG Stahl Leegebruch mit 23:11. Weiterhin stand der Verein noch zweimal im Endspiel um den Pokal des Deutschen Rugbysport Verbandes (1979 und 1987), verlor aber beide Spiele gegen die BSG Stahl Hennigsdorf.
Während der Oberligajahre wurden insgesamt 27 Spieler der SG Dynamo Potsdam in den Kader der Nationalmannschaft der DDR berufen. Sie kamen zusammen auf 175 Einsätze.

## HSG Dynamo Potsdam

Das Logo der Hochschulsportgemeinschaft

An der Hochschule des Ministeriums für Staatssicherheit in Golm existierte außerdem  eine eigene Hochschulsportgruppe, die HSG Dynamo Potsdam. Diese war wahrscheinlich  ohne organisatorische Verbindungen zur zentralen SG Dynamo Potsdam.
Dort gab es die Sektionen Fußball, Volleyball, Angeln und Tischtennis.